# Weisz Mór (törökszentmiklósi rabbi)
Weisz Mór (Sátoraljaújhely, 1867. október 12. – Budapest, 1915. március 9.) magyarországi zsidó rabbi, Törökszentmiklós főrabbija.

## Élete
Weisz Kálmán sátoraljaújhelyi rabbi és Liber Régi fia. 1896. október 14-én Karcagon feleségül vette Schück Saroltát.
Stein Mayer Miksa utódaként 1896-tól működött Törökszentmiklóson főrabbiként. 1915-ig, 20 éven át látta el ezt a feladatot. 1915-ben hunyt el 47 éves korában. Őt Strausz Hermann követte a rabbiszékben.
Halálakor az Egyenlőség folyóiratban ezt írták róla:
„Weisz Mór dr., a törökszentmiklósi hitközség főrabbija, élete delén, 47 éves korában elhunyt. Szenvedő testében istenfélő, nemes lélek lakozott. Magas egyházi és világi tudása miatt hitközsége területén túl is nagyra becsülték. Jeles szónok, kiváló jellemű és önzetlen munkája volt a közéletnek. A város képviselő testülete is tisztelt tagját veszítette benne. Hívei, tanítványai mindenkor szeretettel övezték. Hűlt tetemét búcsúztatóra, a f. hó 12-én nagy részvéttel végbement temetés előtt, a templomba vitték. Az elhunytban Schück Bernát, Temesvár-józsefvárosi főrabbi sógorát gyászolja.”

## Művei
- A háromszoros kötelék. Templomi szónoklat... Sátoraljaújhely, 1896.
- A zsidók története Sicilia szigetén. Főtekintettel a középkorra. I. rész. A legrégibb időtől 1337-ig. Budapest, 1899. (Különnyomat a Magyar Zsidó Szemléből.)
- A török-szentmiklósi Chevra Kadisa története, 1854–1904. Emlékfüzet. Törökszentmiklós. 1904.[6]